# Damaris Cudworth Masham
Damaris, Lady Masham (* 18. Januar 1658 oder 1659 in Cambridge als Damaris Cudworth; † 20. April 1708 auf Otes Manor, High Laver, Essex), häufig Damaris Cudworth Masham, war eine britische Philosophin, die durch ihre enge Freundschaft mit John Locke bekannt wurde.
Geboren als Tochter des Cambridger Platonikers Ralph Cudworth, erhielt Masham wie alle Frauen in der damaligen Zeit keine institutionelle Bildung, kam aber durch die privilegierten Verhältnisse ihres Elternhauses schon früh in Kontakt mit der Philosophie. Seit etwa 1682 stand sie in Kontakt mit John Locke, der sich 1691 auf das Landgut von Masham (Otes/Oates Manor) und ihrem mittlerweile angetrauten Ehemann Francis Masham, 3. Baronet zurückzog. Ihr Vater bzw. die Cambridger Platoniker und Locke beeinflussten zeitlebens ihre eigene philosophische Denkweise. Als Teil der Res publica literaria stand Masham im Briefwechsel mit verschiedenen Denkern ihrer Zeit, darunter mit Locke bis zu dessen Einzug in Otes Manor sowie mit Gottfried Wilhelm Leibniz.
Mit zwei anonym publizierten Schriften nahm Masham am philosophischen Diskurs in England teil. In A Discourse Concerning the Love of God (1696) wies sie die okkasionalistische Position John Norris’ zur Liebe zu Gott zurück und argumentierte, die Liebe zu Gott brauche immer die Liebe zu Mitmenschen und sei daher untrennbar mit dieser verbunden. Die Liebe zu Gott entspringe der menschlichen Beobachtung der Umwelt (Erkenntnistheorie), die in dem rationalen Schluss münde, dass man den Schöpfer lieben müsse, weil dieser für unser Glück verantwortlich sei. In ihrem zweiten Werk Occasional thoughts in reference to a vertuous or Christian life (1705) argumentierte sie unter anderem für eine reasonable Christianity (etwa: „vernunftgemäßes Christentum“) als ideale Einheit von Religion und Vernunft und für die Religion als Quelle von tugendhaftem Verhalten. Diesen Gedanken setzte sie in Verbindung mit der Forderung nach gleichwertigen Bildungsmöglichkeiten für Mädchen und Frauen, da sonst die moralisch richtige Erziehung des Nachwuchses nicht zu bewerkstelligen sei. Eine umfassende Erforschung von Mashams eigener Philosophie ist bis heute nicht in Gang gekommen.

## Leben
Damaris Cudworth wurde in Cambridge als einzige Tochter des Philosophen Ralph Cudworth, eines Cambridger Platonikers, und dessen Ehefrau Damaris geboren und wuchs mit mehreren Brüdern und Halbgeschwistern auf. Als Angabe ihres Geburtsjahres kursiert sowohl 1658 als auch 1659. Über ihren Bildungsweg sind abgesehen von unbewiesenen Spekulationen nur wenige gesicherte Fakten bekannt; auch in der neueren Forschung wurden dazu sich unterscheidende Thesen aufgestellt. Es gilt als gesichert, dass Masham auf hohem Niveau Französisch, aber keine Altgriechischkenntnisse hatte und während ihrer Kindheit auch kein Latein erlernte. Die große Ausprägung ihrer Kenntnisse des Französischen und philosophischer wie theologischer Fragen machen es wahrscheinlich, dass sie in ihrer Kindheit zumindest einen gewissen Grad an Förderung erhalten hat. Dass ihr Vater Cambridger Platoniker und einflussreicher Philosoph war, dürfte ihr dabei in Form eines frühzeitigen Kontakts mit philosophischen Diskussionen zugutegekommen sein.

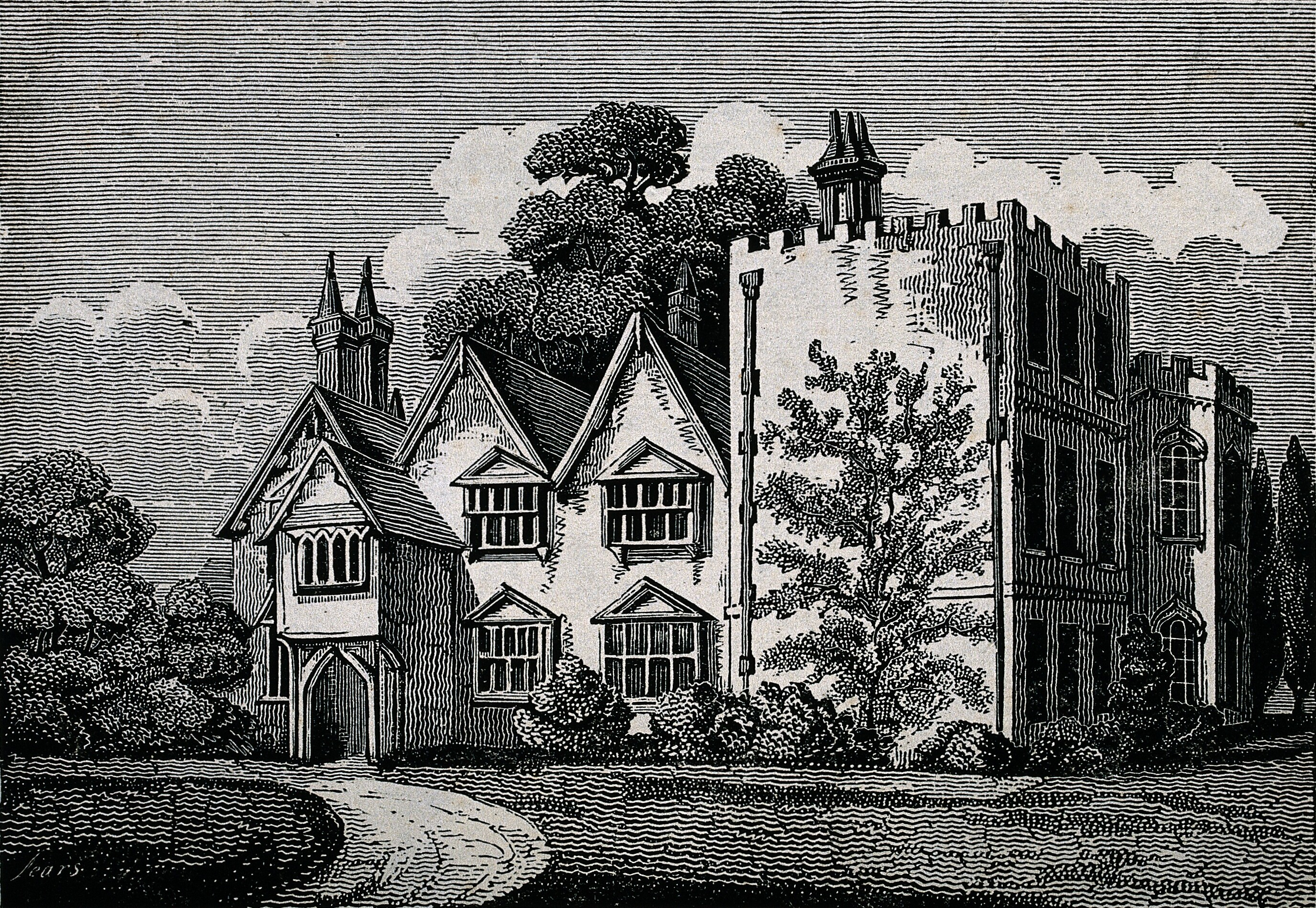
Otes/Oates Manor auf einer Gravur unbekannten Datums

Als junge Frau reiste Cudworth regelmäßig nach London. Dort freundete sie sich mit Elizabeth Stillingfleet an, der Ehefrau des Theologen und Gelehrten Edward Stillingfleet. Wahrscheinlich über Elizabeth Stillingfleet lernte sie Sir Francis Masham, 3. Baronet (c. 1646–1723) kennen, einen Verwandten Stillingfleets, den Cudworth 1685 heiratete. Sie nahm dessen Nachnamen an und hieß fortan Damaris, Lady Masham, da ihr Ehemann einen Adelstitel führte. Das Ehepaar lebte in einem Herrenhaus in High Laver in Essex (Otes Manor oder Oates Manor). Ihr Gatte brachte neun Kinder aus einer früheren Ehe mit Mary Scott de la Mézangère mit, für deren Erziehung Masham in den nächsten Jahren verantwortlich war. Der einzige leibliche Sohn Mashams, Francis Cudworth Masham (1686–1731), wurde später Hauptbuchhalter des Court of Chancery.
Parallel hatte sie 1681/1682 wohl über einen gemeinsamen Freund namens Edward Clarke den Philosophen John Locke kennengelernt, mit dem sie fortan eine enge Freundschaft verband. Bereits kurz nach dem Kennenlernen nahmen die beiden einen Briefwechsel auf, der auch während Lockes Exil in den Niederlanden aufrechterhalten wurde. Der Briefwechsel drehte sich um diverse philosophische Fragen, umfasste aber auch persönliche Themen. So beklagte sich Masham beispielsweise über die Einsamkeit des Lebens in High Laver. Nach Lockes Rückkehr nach England 1689 nahmen er und Masham den persönlichen Konktakt wieder auf. 1691 zog Locke auf das Landgut der Mashams nach High Laver, wo er bis zu seinem Tod 1704 die letzten 14 Jahren seines Lebens verbrachte. Dort empfing er zahlreiche Philosophen und Denker seiner Zeit, mit denen so auch Masham in Kontakt kam. Für Locke waren diese 14 Jahre mit die produktivsten seines Lebens. Nach seinem Tod verfasste Masham für Jean Leclerc einen biographischen Abriss über Locke, den Leclerc als Basis für den Eintrag zu Locke in seiner Bibliotheque choisie verwendete und der auch von späteren Biographen Lockes als Quelle herangezogen wurde. Sie verstarb etwa dreieinhalb Jahre nach Locke im April 1708 im Alter von etwa 50 Jahren auf Otes Manor und wurde in der Abteikirche Bath bestattet. Bis auf einige Briefe ist ihr Nachlass heute verschollen.

## Philosophisches Werk
Obwohl in ihren Möglichkeiten durch die Verpflichtungen ihrer Ehe und der Erziehung ihres Sohnes und ihrer neun Stiefkinder begrenzt, war es Masham durch die Bedingungen ihres Elternhauses und ihre Freundschaft mit John Locke möglich, wie nur wenige Frauen ihrer Zeit eigenständig philosophisch tätig zu sein. Ihr Werk besteht im Kern aus den beiden von ihr veröffentlichten Schriften A Discourse Concerning the Love of God (1696) und Occasional thoughts in reference to a vertuous or Christian life (1705). Locke unterstützte beide Publizierungen, indem er die Kosten für die Buchbinderei übernahm. Beide Schriften publizierte Masham anonym, und da sich in beiden Schriften auch Lockes philosophischer Einfluss zeigt, wurden beide fälschlicherweise mitunter Locke selbst zugeschrieben. Inhaltlich standen unter anderem theologische und erkenntnistheoretische Gedanken, die Frage nach der praktischen Auslegung ethischer Prinzipien und die Verbindung von Glaube und Vernunft im Mittelpunkt ihres philosophischen Schaffens. Daneben spiegelt auch ihre umfangreiche Korrespondenz ihre philosophische Ideen wider; zu ihren namhaften Korrespondenten gehörten John Locke bis zu seinem Einzug ins Otes Manor, Gottfried Wilhelm Leibniz und Jean Leclerc.

### Einflüsse
Mashams Philosophie ist geprägt zum einen von den Cambridger Platonikern und zum anderen von John Locke. Allerdings stehen diese beiden Einflüsse bei Masham nicht in einem gegensätzlichen Verhältnis, vielmehr versucht sie, beide Einflüsse in Einklang miteinander zu bringen. Zugleich haben die Cambridger Platoniker und Locke von vornherein in vielen Bereichen ähnliche Ideen und Vorstellungen. Mit beiden Einflüssen hatte ihre eigene Philosophie die Befürwortung religiöser Toleranz gemein. Die Cambridger Platoniker, mit denen sie bereits durch ihr Elternhaus in Kontakt kam und von deren Schriften sie schon als junge Frau umfassende Kenntnisse hatte, prägten sie besonders in religiöser und ethischer Hinsicht. Wie zum Beispiel ihr Vater sah sie eine unabhängige, natürliche Existenz moralischer Grundsätze sowie eine moralische Verantwortlichkeit als gegeben an. Voraussetzung dafür sind die Freiheit des Handelns beziehungsweise die Möglichkeit zur Entscheidung nach freiem Willen. Falsche Entscheidungen führt sie wie ihr Vater auf eine fehlende Anwendung der Vernunft in der Entscheidungsfindung zurück; deshalb trage man auch eine Verantwortung für diese falschen Entscheidungen. Ebenso wie er lehnte sie das Prinzip des Voluntarismus ab. James G. Buickerood sah 2005 nur einen Grundkonsens zwischen Masham und den Cambridger Platonikern als belegbar und erwiesen an. Wie ihr Vater sei sie der Meinung gewesen, dass philosophische Differenzen ausgenommen von praktischen Auswirkungen keinerlei Relevanz hätten, sofern alle Ideen mit den Idealen des Christentums übereinstimmen würden. Zudem könne man im Bezug auf eine andere Person nicht zwischen der Erfahrung einer tatsächlichen göttlichen Erleuchtung und einem bloßen religiösen Enthusiasmus unterscheiden, sofern diese Person an Gott und die heiligen Schriften glaube und ihre Erfahrung rational darlegen könne. Die Möglichkeit zu einer „gewissen Vollkommenheit in diesem Leben“ und eine Befürwortung religiöser Toleranz in dem Maße, dass die öffentliche Ordnung nicht gefährdet werde, sah Buickerood als weitere erwiesene identische Glaubensgrundsätze an.
Doch auch Locke stellte für Mashams Denken einen wesentlichen Einfluss dar, unter anderem in Fragen der Erkenntnistheorie. Wie Locke glaubte sie auch daran, dass die Moral in der Vernunft und der Freiheit des Handelns begründet liegt, dass die Tugendhaftigkeit die richtige Geisteshaltung braucht und dass die Ethik zu menschlichem Glück führt. Ferner beeinflusste Locke Masham auch in Fragen der Kindererziehung; seine 1692 niedergeschriebenen Some Thoughts Concerning Education fanden in der Erziehung ihres leiblichen Sohnes praktische Anwendung. Entsprechend Lockes Ratschlägen ließ sie ihn aktiv die Natur und seine Umwelt erleben und brachte ihm von früh an Latein bei. Auch sie selbst brachte sich als Erwachsene Latein bei. Ferner unterstützte Locke Masham materiell und beschaffte ihr unter anderem Bücher und Schreibmaterialien. Ebenfalls profitierte Masham nicht nur von der unmittelbaren Anwesenheit von Locke selbst, sondern auch von jener von Lockes ihn besuchenden Freunden. Locke selbst schrieb über Masham, dass sie „so sehr in theologischen und philosophischen Fragen bewandert und von so originellem Geiste ist, dass Sie nicht viele Männer finden werden, denen sie nicht in der Fülle des Wissens und der Fähigkeit, davon zu profitieren, überlegen ist.“
Es gilt in der Forschung allgemein als anerkannt, dass Masham auch umgekehrt einen Einfluss auf Locke ausübte. Die entsprechende wissenschaftliche Diskussion wird besonders am Beispiel von Lockes Essay geführt, der 1794 in einer zweiten, leicht geänderten Ausgabe veröffentlicht wurde. Während John Passmore und Stephen Darwall von einem indirekten Einfluss Mashams ausgehen, indem sie Locke den Zugang zu unveröffentlichten Manuskripten ihres Vaters ermöglichte, bezweifelt Jacqueline Broad, dass Masham überhaupt im Besitz dieser Manuskripte war. Broad hält es für wahrscheinlicher, aber nicht für definitiv gesichert, dass Masham selbst mit ihrem von den Cambriger Platonikern geprägten Denken Locke beeinflusste. Als Beleg führt sie einige Stellen in Mashams Niederschriften auf, die von philosophischen Ideen mit starker Ähnlichkeit zu Cudworth zeugen, besonders im Hinblick auf die Konzepte der Freiheit, des Willens und des freien Willens. Eine ähnliche Position wie Broad vertritt auch Sarah Hutton. Lockes Überarbeitungen seien „offensichtliche Widerhalle von Cudworth“, der aber schließlich ein maßgeblicher Einfluss auf Masham gewesen war. Unabhängig vom Essay gilt auch Lockes The Reasonableness of Christianity (1695) als inspiriert durch seinen Kontakt mit Masham.

### A Discourse Concerning the Love of God(1696)
Ihr erstes Werk veröffentlichte Masham 1696 unter dem Titel A Discourse Concerning the Love of God. Das Buch war expliziterweise eine Replik an den englischen Philosophen John Norris, der sich in den Jahren zuvor in mehreren Werken mit der Natur der Liebe und der Religion befasst hatte, darunter Practical Discourses (1693) – besonders der dortige Text A Discourse concerning The Measure of Divine Love, with the Natural and Moral Grounds upon which it stands, eine Auslegung von Mt 22,37  – und sein unter dem Titel Letters Concerning the Love of God (1695) veröffentlichter Briefwechsel mit Mary Astell. In der Tradition von Nicolas Malebranche vertrat Norris eine okkasionalistische Position zur Liebe: Gott sei die alleinige Ursache für die menschliche Lust; demzufolge sei die Liebe gegenüber Mitmenschen nur okkasionalistisch sowie zweitrangig gegenüber unserer eigentlichen, davon zu unterscheidenden Liebe zu Gott. Die Liebe zu Gott sei wesentlich wichtiger, die Liebe gegenüber Mitmenschen dagegen sündhaft. Das Begehren gehöre alleinig zur Liebe zu Gott. Wolle man ein gottesfürchtiges, frommes Leben suchen, so müsse man ein Leben in der Einsamkeit suchen. 1688 widmete Norris Masham das Buch The Theory and Regulation of Love. A Moral Essay, offenbar geleitet durch die Annahme, dass sie seine vorherigen Werke gelesen und goutiert habe. 1690 veröffentlichte er die Reflections Upon the Conduct of Human Life, die er in der literarischen Form eines an Masham adressierten Briefes verfasste. Es scheint wahrscheinlich, dass sich Norris zu diesem Zeitpunkt als Lehrer Mashams verstanden wissen wollte, der er eine große Wissbegierigkeit bescheinigte. Fälschlicherweise schrieb er allerdings, dass Masham erblindet sei, wenngleich ihre Sehkraft tatsächlich eingeschränkt war. Einen entsprechenden Korrekturvorschlag Mashams vor Veröffentlichung des Buches ignorierte Norris offenbar. Für eine Freundschaft zwischen Norris und Masham gibt es keinen Beleg, geschweige denn für einen tatsächlichen philosophischen Einfluss Norris’ auf Masham.
Im Discourse weist Masham grundsätzlich die Position des Okkasionalismus zurück, denn dieser verunglimpfe Gottes Werk und zerstöre so das Fundament der Gesellschaft und der christlichen Moral. Die Liebe zu Gott könne man nicht von der Liebe zu Mitmenschen trennen, vielmehr sei die letztere für die erstere notwendig. Für Masham haben die Liebe zu und das Begehren nach Mitmenschen damit eine wesentlich höhere Bedeutung als für Norris. Auch widerspricht Masham Norris bezüglich der praktischen Anwendung der Moral, die für Masham für ein frommes Verhalten von fundamentaler Bedeutung ist. Die Liebe zu Gott sei dem menschlichen Verstand nicht von vornherein eingepflanzt, sondern sei das Ergebnis des Glückes, das der Mensch in seinem Leben erfahre; denn Gott sei die Quelle unseres Glückes. Das Wissen über Gott erlange der Mensch durch rationale Beobachtung unsrer Umwelt. Gottes Werk und die von ihm erschaffenen Lebewesen seien eine Hilfe, um ihn zu verstehen. In diesem erkenntnistheoretischen Ansatz spiegelt sich Lockes Einfluss auf Masham wider. Ebenso widerspricht sie Norris’ Vorschlag für ein gottesfürchtiges Leben, sondern wählt
einen pragmatischen Zwischenweg als Lösungsvorschlag: „Immer Gesellschaft oder immer Einsamkeit sind gefährlich“. Ein wie von Norris vorgeschlagenes Leben in Weltabgewandtheit lehnt sie damit ab.
Sowohl Norris (in seinen Practical Discourses, 1698) als auch Astell (The Christian Religion as Professed by a Daughter of the Church, 1705) griffen den Discourse ihrerseits in eigenen Werken auf, schrieben aber beide das Buch Locke zu. Der französische Theologe Pierre Coste, Lehrer ihres leiblichen Sohnes, übersetzte 1705 Mashams Discourse ins Französische; das Buch wurde in dieser Fassung in Jean Leclercs Bibliothèque Choisie besprochen. Die Aufnahme in die Enzyklopädie gilt als Beweis, dass Masham ein anerkannter Teil der sogenannten Res publica literaria geworden war, des transnationalen europäischen wissenschaftlichen Austauschs. Dessen Mittelpunkt bildete damals die hugenottische Diaspora in den Niederlanden, der sowohl Coste als auch Leclerc angehörten.

### Occasional thoughts in reference to a vertuous or Christian life(1705)
Ihr zweites Werk veröffentlichte Masham 1705 unter dem Titel Occasional thoughts in reference to a vertuous or Christian life. Darin führt Masham unter anderem den Gedanken der praktisch angewandten Moral aus, den sie in ihrer ersten Schrift aufgeworfen hatte, und beschäftigte sich mit Vernunft, Religion und Moral und der Frage nach der Bildung von Frauen. Teilweise wird in dem Werk ein Einfluss durch Mary Astell gesehen. Während Jacqueline Broad eine Inspiration des Werkes durch den zweiten Teil von Astells Serious Proposal (Ausgabe 1696) sieht, behauptete Ruth Perry, dass es bei Occasional Thoughts um eine Replik auf Astells The Christian Religion as Professed by a Daughter of the Church gehandelt habe. Astell hatte darin „unseren Discourser“ – eine Anspielung auf die anonyme Veröffentlichung von Mashams erster Schrift – dazu aufgefordert, „uns einen besseren Weg zu zeigen“, wie man die Liebe zu Gott auf weltliche Probleme anwenden könne. Ebenso verteidigte Masham in ihrer zweiten Schrift John Locke gegenüber dem Theologen Edward Stillingfleet, den Ehemann ihrer Londoner Bekannten Elizabeth Stillingfleet, der Locke insofern kritisiert hatte, dass dieser zu sehr die Vernunft betonen würde und so göttliche Offenbarungen eine zu geringe Bedeutung zuschreiben würde.
Masham setzt sich in den Occasional Thoughts zum einen mit der Beziehung von Vernunft und Religion auseinander und spricht sich dafür aus, dass eine gute Religion der Vernunft keinesfalls widerspreche. Sie behauptet, dass göttliche Offenbarungen dem Glauben einen rationalen Boden geben. Jede tatsächlich eingetretene Offenbarung widerspreche nicht der Vernunft, da Gott – wie auch die Cambridger Platoniker aussagen – rational handle. Deshalb müsse man mit einem kritischen Geist überprüfen, ob eine angebliche Offenbarung wirklich rational ist, um ihre Echtheit und Aussagekraft zu verifizieren. Wenn man aber blind jede angebliche Offenbarung glaube und dabei die Vernunft außer Acht lasse, entwickle sich die Religion entweder in Richtung eines blinden religiösen Eifers (enthusiasm) oder in Richtung einer Abwendung vom Glauben (skepticism, Deismus). Aberglaube bewertet sie ebenfalls negativ und sieht diesen beispielhaft in den Lehren der römisch-katholischen Kirche gegeben. Eine gute Kirche verhindere Eifer, Abwendung und Aberglaube durch die Verknüpfung der Glaubensinhalte mit der Vernunft (reasonable Christianity). Als Anhängerin der Church of England argumentierte sie, dass die anglikanische Kirche genau diesen Mittelweg eingeschlagen habe.
Das andere zentrale Thema der Abhandlung ist die Beziehung von Religion und Tugendhaftigkeit. Masham argumentiert, dass die Religion für eine tugendhafte Gesellschaft notwendig sei, denn durch die religiöse Hoffnung für eine Belohnung für gute Taten und die Angst vor einer Bestrafung für schlechte Taten seien die Menschen eher bereit, moralisch zu handeln. Eine vernünftige Religion ist als Quell der Moral somit für die Gesellschaft von großer Bedeutung. Wie Locke geht sie davon aus, dass nicht das religiöse Zeremoniell, sondern die tugendhafte Lebensweise das zentrale Element der Religionsausübung sei. Tugendhaftigkeit hängt für Masham dabei eng zusammen mit dem Konzept der Freiheit, die es braucht die Bedingung des freien Handelns, um die Möglichkeit zu haben, ein besserer Mensch zu werden. Gleichzeitig ist für das kritische Hinterfragen dogmatischer Position und die Suche nach der richtigen Lehre eine rationale Geisteshaltung notwendig, die eine gute Bildung in der Kindheit brauche. Im Umkehrschluss habe mangelnde beziehungsweise schlechte Bildung wesentliche negative Auswirkungen auf die Gesellschaft. Da die moralische Erziehung des Nachwuchses eine Aufgabe der Mutter sei und diese jener Aufgabe ohne eine gute Bildung nicht oder nur schlecht nachkommen könne, sei der Zugang von Mädchen und Frauen zur Bildung essentiell. Mit ihrer Argumentation für eine bessere Bildung von Mädchen und Frauen geht sie weiter als Locke und Cudworth und greift frühen Feministinnen wie Mary Wollstonecraft vor. Ferner argumentierte Masham, dass das gesellschaftliche Ideal einer tugendhaften Frau mehr umfassen müsse als die üblicherweise für eine Frau als tugendhaft angesehene Keuschheit.

### Korrespondenzen
Neben den beiden Veröffentlichungen Mashams waren auch ihre Briefkorrespondenzen eine Ausdrucksform für ihr philosophisches Denken. Die Briefe boten ihr die Möglichkeit, im von ihr als trist und anregungsarm empfundenen häuslichen Umfeld in Kontakt mit anderen Denkern ihrer Zeit zu treten, ohne dabei ihr Heim verlassen und ihre familiären Pflichten vernachlässigen zu müssen. Die mit diesen Briefwechseln geführten philosophischen Diskussionen dienten Masham somit zu einer „rationale[n] Konversation“ (rational conversation). Für die Forschung bieten diese Briefe die Möglichkeit, ihre philosophischen Ideen und Interessen abseits der beiden Veröffentlichungen zu studieren. Einschränkend ist die lückenhafte Überlieferung der Briefe sowie die geringere Bedeutung von Briefkorrespondenzen für Masham nach Lockes Einzug, durch den sie mit Locke und seinem Freundeskreis den persönlichen philosophischen Austausch suchen konnte.
Der Großteil der noch existierenden Briefe Mashams sind jene aus dem Briefwechsel mit John Locke, deren erhaltene Briefe den Zeitraum von Januar bis zu seinem Einzug in Otes Manor abdecken. Die Korrespondenz ist unter den Pseudonymen „Philoclea“ (Masham) und „Philander“ (Locke) verfasst. Philosophisch gesehen werden in einigen frühen Briefen erkenntnistheoretische Positionen behandelt. Masham argumentierte damals für eine Erkenntnistheorie im Sinne von John Smith, einem der Cambridger Platoniker, der von einer höheren Form des Wissens ausging, die man nur durch ein „höheres Prinzip“ und nicht durch Anwendung der Vernunft erreichen könne, wenngleich diese bei der Freischaltung des „höheren Prinzips“ helfen könne. Locke tat dies als „Enthusiasmus“ ab. Inwieweit Masham tatsächlich die Positionen der Cambridger Platoniker vertrat, ist aufgrund des ironischen Charakters vieler Briefe schwer zu bestimmen. Im späteren Austausch kommentierte Masham eine Fassung von Lockes An Essay Concerning Humane Understanding, die dieser ihr 1688 zugesandt hatte. Die 1688 veröffentlichte Kurzfassung des Werkes lobte sie, merkte aber Kritik an Lockes Ablehnung der Idee angeborenen Wissens (innate ideas) an. Er gehe fälschlicherweise davon aus, dass bestimmtes Wissen angeboren sei, vielmehr würden die Verfechter dieser Idee aber von einer „aktiven Klugheit in der Seele“ reden. Philosophiehistorikerinnen wie Sarah Hutton, Jacqueline Broad und Ruth Perry gehen davon aus, dass Locke zumindest teilweise die Anregungen aus dem Briefwechsel mit Masham in seinen Essay einarbeitete. Ferner diskutierten Masham und Locke unter anderem Pierre Bayles Commentaire philosophique.
Zwischen 1703 und 1704 stand Masham im Briefaustausch mit Gottfried Wilhelm Leibniz, der einige Jahre zuvor mit dem Système nouveau neue Impulse in der philosophischen Debatte der Res publica literaria gesetzt hatte. Für Masham bot sich durch den Briefwechsel die Chance, Leibniz’ Philosophie näher kennenzulernen. Zu den Themen des Briefwechsels gehörten unter anderem Leibniz’ Theorie einer prästabilisierten Harmonie, das Konzept des freien Willens und die Beziehung zwischen Verstand und Körper (Leib-Seele-Problem). Allgemein standen Themen der metaphysischen Fragestellungen im Zentrum des Austauschs. Eine Ausgabe des Hauptwerkes ihres Vaters als Geschenk diente Masham als Eröffnung des Briefwechsels. Am Rande des Briefwechsels wurde so auch Cudworths Philosophie behandelt, die Masham gegenüber Leibniz zu verteidigen suchte. Es gilt als wahrscheinlich, dass Leibniz über Masham mit Locke in Kontakt kommen wollte; er ging wohl davon aus, dass Masham durch ihr enges Verhältnis zu Locke gewissermaßen auch im Namen des während des Briefwechsels bereits kränkelnden Philosophen schrieb. Nach Lockes Tod kam der Briefwechsel zum Erliegen, wohl weil Leibniz darin keinen weiteren Nutzen für sich sah; ein ursprünglich geplanter Besuch von Masham bei Leibniz in Hannover kam wegen Mashams eigener, schwächelnder Gesundheit zudem nie zustande.
Ein weiterer Briefaustausch erfolgte mit Jean Leclerc, in dem sie sich unter anderem zu verschiedenen theologischen Themen äußerte. Auch beinhaltete der Briefaustausch Leclercs Bitte um einen biographischen Abriss Lockes, den Masham Leclerc wie oben beschrieben zusandte. Leclerc diente zudem als Übermittler in einer Auseinandersetzung von Masham mit Pierre Bayle über dessen Kritik an Ralph Cudworths Hauptwerk True Intellectual System of the Universe. Bayle hatte das Werk ihres Vaters als Atheismus abgekanzelt. Zu weiten Teilen verteidigte Masham die Positionen ihres Vaters. Auch Leibniz wurde von Masham in dieser Angelegenheit konsultiert. Ferner stand Masham unter anderem im Briefkonktakt mit Philippus van Limborck.

## Forschungsgeschichte
Zu den frühesten Darstellungen Mashams gehörte ein entsprechendes Kapitel in George Ballards Memoirs of several ladies of Great Britain. Ballard konzentrierte sich weniger auf eine Analyse von Mashams philosophischen Ideen, sondern hauptsächlich auf biographische Angaben, die allerdings zu wesentlichen Teilen auf Spekulationen und Vermutungen basierten. So gehen auf Ballard beispielsweise bis heute nicht bewiesene Behauptungen zurück, dass Masham von ihrem Vater unterrichtet worden sei, eine Freundschaft mit John Norris gehabt habe und von John Locke in diversen wissenschaftlichen Feldern auch abseits der Philosophie gelehrt worden sei. Gleichzeitig ist Ballard bemüht darin, Masham als Gegnerin der von ihm bevorzugten Mary Astell darzustellen und entsprechend Mashams eigene Positionen unterschwellig in Frage zu stellen. Weite Teile von Ballards biographischem Abriss sind ferner ein Plagiat von Ausschnitten einer Biografie über Ralph Cudworth des Historikers Thomas Birch.
Besonders seit dem 20. Jahrhundert erfährt Masham in der Forschung eine gesteigerte Beobachtung, die sich besonders in diversen Artikeln in wissenschaftlichen Fachzeitschriften und einigen Einträgen in Fachlexika niederschlägt. Im Forschungsinteresse stehen unter anderem Masham im Lichte des Feminismus oder die Wechselwirkung zwischen Masham und Locke. Nichtsdestotrotz beeinflusste Ballards Darstellung das Bild Mashams in der Forschung nachhaltig; die von ihm aufgestellten Behauptungen werden bis heute häufig ohne ein Hinterfragen reproduziert. Die Vorstellung von Masham als Antagonistin Astells, die Vorstellung von Masham als von Cudworths und Lockes Denken abhängige Philosophin und die vergleichsweise geringe Menge gesicherter biographischer Informationen trugen dazu bei, dass das wissenschaftliche Bild zu Masham geprägt von tradierten, unbewiesenen und kaum hinterfragten Behauptungen ist, die sich vorrangig mit ihrer Person und nicht ihrer Philosophie beschäftigen. Eine umfassende wissenschaftliche Analyse ihrer philosophischen Werke und damit ihrer eigenen Philosophie ist so bislang nicht erfolgt. 2005 legte James G. Buickerood eine kritische Auseinandersetzung mit dieser Forschungsgeschichte vor.

## Schriften
Einzelschriften
- A Discourse Concerning the Love of God. Awnsham and John Churchil, London 1696.
  - Pierre Coste (Übers.): Discours sur l’Amour Divin. Pierre de Coup, Amsterdam 1705.
- Occasional thoughts in reference to a vertuous or Christian life. Awnsham and John Churchil, London 1705.

Gesamtausgaben
- James G. Buickerood (Hrsg.): The Philosophical Works of Damaris, Lady Masham. Thoemmes Continuum, London/New York City 2004, ISBN 1-84371-024-2.